# オットー・カイザー

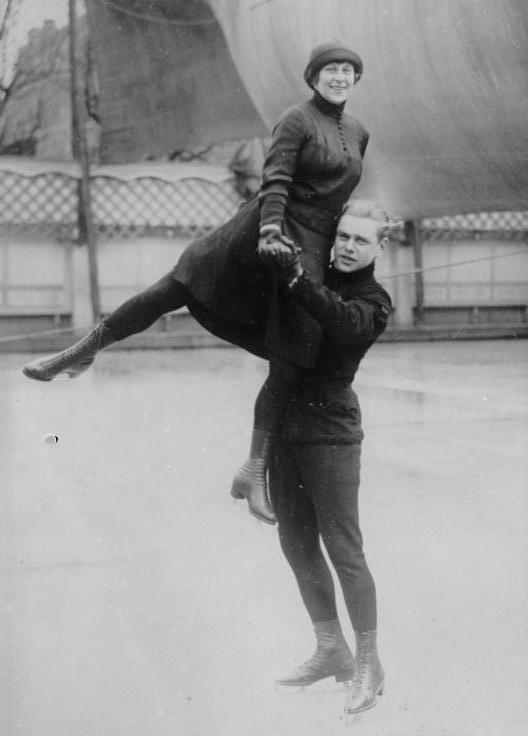
オットー・カイザー（下）とリリー・ショルツ

オットー・カイザー（Otto Kaiser、1901年5月8日 - 1977年6月7日）は、オーストリア出身のフィギュアスケート選手。1928年サンモリッツオリンピックペア銀メダリスト。1929年世界フィギュアスケート選手権ペアチャンピオン。パートナーはリリー・ショルツ。

## 経歴
- リリー・ショルツとペアを組む。
- 1928年サンモリッツオリンピックで銀メダルを獲得。
- 1929年世界フィギュアスケート選手権優勝。
- 1931年からハンシ・ケストとペアを組む。

## 主な戦績
| 大会/年      | 1924-25 | 1925-26 | 1926-27 | 1927-28 | 1928-29 | 1929-30 | 1930-31 |
| ------------ | ------- | ------- | ------- | ------- | ------- | ------- | ------- |
| オリンピック |         |         |         | 2       |         |         |         |
| 世界選手権   | 3       | 2       | 3       | 2       | 1       |         | 8       |

1928-29までパートナーはリリー・ショルツ。
1930-31のみパートナーはハンシ・ケスト。